# Гоганс-Корнер (Вашингтон)
Гоганс-Корнер (англ. Hogans Corner) — переписна місцевість (CDP) в США, в окрузі Ґрейс-Гарбор штату Вашингтон. Населення — 86 осіб (2020).

## Географія
Гоганс-Корнер розташований за координатами 47°2′29″ пн. ш. 124°9′43″ зх. д. / 47.04139° пн. ш. 124.16194° зх. д. (47.041403, -124.161882).  За даними Бюро перепису населення США в 2010 році переписна місцевість мала площу 0,83 км², з яких 0,80 км² — суходіл та 0,04 км² — водойми.

## Демографія
Згідно з переписом 2010 року, у переписній місцевості мешкало 85 осіб у 34 домогосподарствах у складі 23 родин. Густота населення становила 102 особи/км².  Було 40 помешкань (48/км²).
Расовий склад населення:
| - 88,2 % — білих - 4,7 % — корінних американців - 3,5 % — осіб інших рас |

До двох чи більше рас належало 3,5 %. Частка іспаномовних становила 3,5 % від усіх жителів.
За віковим діапазоном населення розподілялося таким чином: 18,8 % — особи молодші 18 років, 57,7 % — особи у віці 18—64 років, 23,5 % — особи у віці 65 років та старші. Медіана віку мешканця становила 46,5 року. На 100 осіб жіночої статі у переписній місцевості припадало 80,9 чоловіків;  на 100 жінок у віці від 18 років та старших — 91,7 чоловіків також старших 18 років.
За межею бідності перебувало 11,2 % осіб, у тому числі 0,0 % дітей у віці до 18 років та 0,0 % осіб у віці 65 років та старших.
Цивільне працевлаштоване населення становило 94 особи. Основні галузі зайнятості: будівництво — 46,8 %, інформація — 40,4 %, освіта, охорона здоров'я та соціальна допомога — 12,8 %.